# Alopecosa hingganica
Espèce
Alopecosa hingganica est une espèce d'araignées aranéomorphes de la famille des Lycosidae.

## Distribution
Cette espèce est endémique de Mongolie-Intérieure en Chine,.

## Description
Les femelles mesurent de 11,3 à 11,5 mm.

## Publication originale
- Tang, Urita & Song, 1993 : Two new species of the genus Alopecosa from China (Araneae: Lycosidae). Acta Arachnologica Sinica, vol. 2, p. 69-72.